# Ficus petiolaris
Ficus petiolaris, llamado comúnmente saiba amarilla,  es un árbol perteneciente al género Ficus.

## Descripción
Son árboles que alcanzan un tamaño de 8 a 10 m de altura. Tiene el tronco de color amarillento verdoso. Las hojas tienen forma acorazonada, por el anverso son de color verde intenso y por el reverso tienen un mechón de pelos blanquecinos. Los frutos son de color verde con manchas rojas y aterciopeladas. Es polinizado por avispas de los higos del género Pegoscapus.

## Distribución y hábitat
Originaria de México, está presente en climas cálidos, semicálidos y templados, entre los 550 y los 1200 m s. n. m. Planta silvestre, asociada a bosques tropicales caducifolio y subcaducifolio, bosque espinoso, bosque mesófilo de montaña, bosques de encino y de pino.

## Propiedades
En el Estado de México, esta especie se recomienda contra parásitos intestinales, herpes, tos, cálculos del bazo, para regular la menstruación y sanar fracturas.
En Sonora se aconseja en casos de bocio, dolores de pecho, flemas, heridas y úlceras. En Morelos se emplea para atenuar la calentura. El tratamiento incluye el látex, el jugo o la resina.
En Michoacán, contra la hepatitis se prepara la corteza macerada y puesta a remojar un día para aplicar baños, además de tomarla en ayunas durante nueve días.
Historia
En el siglo XVI, Francisco Hernández de Toledo relata: "el cocimiento de las raíces y corteza humedecen la lengua de los que tienen fiebre, alivia los dolores del pecho y si no se les quita la leche evacúa la bilis y los humores flemáticos por el conducto superior o el inferior. Cura las úlceras inveteradas de los labios o cualesquiera otras".
En el siglo XX, Maximino Martínez, la refiere como astringente, emenagogo, para curar fracturas, grietas en encías, herpes y pectoral.

## Taxonomía
Ficus petiolaris fue descrita por   Carl Sigismund Kunth  y publicado en Nova Genera et Species Plantarum (quarto ed.) 2: 49–50. 1817.
Etimología
Ficus: nombre genérico que se deriva del nombre dado en latín al higo.
petiolaris: epíteto latíno que significa "con peciolo".
Sinonimia
- Ficus jaliscana S.Watson
- Ficus petiolaris subsp. jaliscana (S.Watson) Carvajal
- Ficus petiolaris subsp. petiolaris
- Urostigma petiolare Miq.
- Urostigma petiolaris (Kunth) Miq.[5]
- Tziranda amarilla.